# Liste der Biografien/Gruz
Liste der Biografien |
Portal Biografien |
Personensuche
# |
A |
B |
C |
D |
E |
F |
G |
H |
I |
J |
K |
L |
M |
N |
O |
P |
Q |
R |
S |
T |
U |
V |
W |
X |
Y |
Z |
?
 
Ga |
Gb |
Gc |
Gd |
Ge |
Gf |
Gh |
Gi |
Gj |
Gk |
Gl |
Gm |
Gn |
Go |
Gp |
Gq |
Gr |
Gs |
Gu |
Gv |
Gw |
Gy |
Gz
 
Gra |
Grb–Grd |
Gre |
Grg |
Gri |
Grj |
Grk |
Grl |
Grm |
Gro |
Grs |
Gru |
Gry |
Grz
 
Grua |
Grub |
Gruc |
Grud |
Grue |
Gruf |
Grug |
Gruh |
Grui |
Gruj |
Grul |
Grum |
Grun |
Gruo |
Grup |
Grus |
Grut |
Gruv |
Gruw |
Gruy |
Gruz
Die Liste der Biografien führt alle Personen auf, die in der deutschsprachigen Wikipedia einen Artikel haben. Dieses ist eine Teilliste mit 8 Einträgen von Personen, deren Namen mit den Buchstaben „Gruz“ beginnt.

## Gruz

### Gruza
- Gruza, Ewa (* 1961), polnische Juristin, Mitglied des Staatsgerichtshofs
- Gruza, Jerzy (1932–2020), polnischer Regisseur und Drehbuchautor
- Gruzalc, Leib († 1943), polnischer Widerstandskämpfer des Allgemeinen jüdischen Arbeiterbunds („Bund“) im Warschauer Ghettoaufstand
- Gružas, Edvardas (1949–2004), litauischer Verwaltungsjurist

### Gruze
- Gruzei, Katharina (* 1983), österreichische Künstlerin, Fotografin und Filmemacherin

### Gruzi
- Gruzinski, Serge (* 1949), französischer Historiker und Hochschullehrer

### Gruzm
- Gruzman, Grigory (* 1956), russischer Pianist
- Grüzmann, Adolf (1808–1886), württembergischer Oberamtmann